# Parasericostoma cristatum
Parasericostoma cristatum là một loài Trichoptera trong họ Sericostomatidae. Chúng phân bố ở vùng Tân nhiệt đới.